# نیندورف ان در شتکنیتس
نیندورف ان در شتکنیتس (به آلمانی: Niendorf a. d. St.) یک شهر در آلمان است که در هرتسوگتوم لاونبورگ واقع شده‌است.
 نیندورف ان در شتکنیتس  ۶۳۲ نفر جمعیت دارد.